# Klid řízení
Klid řízení znamená dočasné přerušení občanského soudního řízení, jeho účelem je dát účastníkům řízení možnost a prostor, aby svůj spor vyřešili mimosoudně. Právně je upraven v § 110 a 111 občanského soudního řádu.
Na klidu řízení se musí shodnout všichni účastníci, jinak soud návrhu nevyhoví a řízení nepřeruší. Ke klidu řízení ale může vést, mimo odvolací a dovolací řízení, také to, pokud se všichni účastníci bez omluvy nedostaví k jednání, případně pokud se nedostaví jen někteří a ti, kteří budou u jednání přítomni, to navrhnou. Soud též návrhu nevyhoví, pokud by se přerušení příčilo účelu řízení. Tato okolnost se posuzuje v každém případě zvlášť a zpravidla se účelu řízení příčí, jestliže jde o věc, kde účastníci řízení nemají možnost dispozice s právním vztahem. Účel řízení soud nezkoumá jen v případě rozvodu manželství, kde návrhu vyhoví vždy. Naopak nikdy nelze uvést do klidu řízení exekuční.
Klid řízení trvá alespoň tři měsíce, jen ze závažných důvodů může soud vyhovět návrhu na jeho dřívější pokračování. Během přerušení nejsou nařizována žádná soudní jednání a také dochází k přetržení běhu všech lhůt, které tedy po pokračování v řízení začínají běžet znovu od počátku. Účastníci mají vytvořen dostatečný prostor, aby mohli dospět, třeba prostřednictvím mediace, k nějakému jinému ukončení sporu, než je rozsudek soudu. Mohou např. uzavřít smír. Po uplynutí tříměsíční lhůty je v řízení pokračováno na návrh kteréhokoli účastníka, aniž by o tom bylo vydáno rozhodnutí (pouze se např. nařídí soudní jednání). Není-li takový návrh podán do jednoho roku, soud řízení zastaví.